# 2001 în film
- 2000 în cinematografie — 2001 în cinematografie — 2002 în cinematografie

## Premiere românești
- Marfa și banii, de Cristi Puiu - IMDB
- După-amiaza unui torționar, de Lucian Pintilie - IMDB
- În fiecare zi Dumnezeu ne sărută pe gură, de Sinisa Dragin - IMDB
- Sexy Harem Ada-Kaleh, de Mircea Mureșan - IMDB

Filme de televiziune
- Detectiv fără voie (serial), de George Arion - IMDB
- Conu Leonida în față cu reacțiunea, de Tudor Mărăscu, Claudiu Goga - IMDB

Filme de scurt metraj
- Dust, de Ruxandra Zenide - CineMagia
- Mecano, de Cristian Nemescu - IMDB
- Mihai și Cristina, de Cristian Nemescu - IMDB

Documentare
- Asta e, de Thomas Ciulei - IMDB

## Filmele cu cele mai mari încasări
| #   | Titlu                                             | Studio           | Încasări mondiale |
| --- | ------------------------------------------------- | ---------------- | ----------------- |
| 1.  | Harry Potter and the Philosopher's Stone          | Warner Bros.     | $974,733,550      |
| 2.  | The Lord of the Rings: The Fellowship of the Ring | New Line Cinema  | $870,761,744      |
| 3.  | Monsters, Inc.                                    | Disney / Pixar   | $525,366,597      |
| 4.  | Shrek                                             | DreamWorks       | $484,409,218      |
| 5.  | Ocean's Eleven                                    | Warner Bros      | $450,717,150      |
| 6.  | Pearl Harbor                                      | Touchstone       | $449,220,945      |
| 7.  | The Mummy Returns                                 | Universal        | $433,013,274      |
| 8.  | Jurassic Park III                                 | Universal        | $368,780,809      |
| 9.  | Planet of the Apes                                | 20th Century Fox | $362,211,740      |
| 10. | Hannibal                                          | MGM / Universal  | $351,692,268      |

## Premii

### Oscar
- Cel mai bun film:
- Cel mai bun regizor:
- Cel mai bun actor:
- Cea mai bună actriță:
- Cel mai bun film străin:

Articol detaliat: Oscar 2001

### César
- Cel mai bun film:
- Cel mai bun actor:
- Cea mai bună actriță:
- Cel mai bun film străin:

Articol detaliat: Césars 2001

### BAFTA
- Cel mai bun film:
- Cel mai bun actor:
- Cea mai bună actriță:
- Cel mai bun film străin: